# Diamond League 2021
La Diamond League 2021 (nota per motivi di sponsorizzazione anche come Wanda Diamond League 2021) è la dodicesima edizione della Diamond League, serie di meeting internazionali di atletica leggera organizzata annualmente dalla World Athletics.
Il numero di discipline è salito dalle ventiquattro dello scorso anno a trentadue; l'appuntamento finale, che decreterà il vincitore o la vincitrice della propria specialità, utilizzerà un nuovo format che si svolgerà nell'arco di due giorni, dall'8 al 9 settembre, in un incontro conclusivo, il Weltklasse Zürich, era prevista l'introduzione nella scorsa edizione, ma è stata annullata a causa della pandemia di COVID-19.
Ogni meeting ospita tredici o quattordici eventi delle varie discipline, non tutti trasmessi.
Rispetto all'edizione passata, tornano in calendario il Meeting international Mohammed VI di Rabat,  il Prefontaine Classic tornato a Eugene, Oregon, il Meeting de Paris, il London Anniversary Games, il Shanghai Golden Grand Prix e il Shenzhen Golden Grand Prix.

## I meeting
A causa della pandemia di COVID-19 in corso il calendario è cambiato. Il 10 aprile il Bislett Games viene spostato dal 10 giugno al 1º luglio. Il 16 aprile il primo meeting in calendario, il Meeting international Mohammed VI di Rabat viene cancellato. Il British Grand Prix viene messo in calendario nella stessa data. Il Golden Gala viene ritardato di due settimane e spostato da Roma a Firenze. L'UK Athletics annuncia che il London Anniversary Games viene spostato dal London Stadium a Gateshead a causa dei costi.
| Nº | Meeting                           | Stadio                          | Sede      | Data          | Resoconto |
| -- | --------------------------------- | ------------------------------- | --------- | ------------- | --------- |
|    | Meeting international Mohammed VI | Stadio Moulay Abdallah          | Rabat     | 23 maggio     |           |
| 1  | British Grand Prix                | Gateshead International Stadium | Gateshead | 23 maggio     | Resoconto |
| 2  | Doha Diamond League               | Stadio Qatar SC                 | Doha      | 28 maggio     | Resoconto |
| 3  | Golden Gala Pietro Mennea         | Stadio Luigi Ridolfi            | Firenze   | 10 giugno     | Resoconto |
| 4  | Bislett Games                     | Bislett Stadion                 | Oslo      | 1º luglio     | Resoconto |
| 5  | Bauhaus-Galan                     | Olympiastadion                  | Stoccolma | 4 luglio      | Resoconto |
| 6  | Herculis                          | Stade Louis II                  | Monaco    | 9 luglio      | Resoconto |
| 7  | London Grand Prix                 | Gateshead International Stadium | Gateshead | 13 luglio     | Resoconto |
|    | Shanghai Golden Grand Prix        | Stadio di Shanghai              | Shanghai  | 14 agosto     |           |
| 8  | Prefontaine Classic               | Hayward Field                   | Eugene    | 21 agosto     | Resoconto |
|    | Shenzhen Golden Grand Prix        | Stadio di Shenzhen              | Shanghai  | 14 agosto     |           |
| 9  | Athletissima                      | Stade Olympique de la Pontaise  | Losanna   | 26 agosto     | Resoconto |
| 10 | Meeting de Paris                  | Stadio Charléty                 | Parigi    | 28 agosto     | Resoconto |
| 11 | Memorial Van Damme                | Stadio Re Baldovino             | Bruxelles | 3 settembre   | Resoconto |
| 12 | Weltklasse Zürich                 | Stadio Letzigrund               | Zurigo    | 8-9 settembre | Resoconto |

## Risultati

### Uomini

#### Corse
| Corse |                 |                      |                        |                        |                           |                                     |                                     |                        |                         |                             |
| #     | Meeting         | 100 m                | 200 m                  | 400 m                  | 800 m                     | 1 500 m / Miglio                    | 3 000 m / 5 000 m                   | 110 m hs               | 400 m hs                | 3 000 m siepi               |
| 1     | Gateshead       |                      | Kenneth Bednarek 20"33 |                        |                           | Jakob Ingebrigtsen 3'36"27          | Mohamed Katir 13'08"52              |                        |                         | Hillary Bor 8'30"20         |
| 2     | Doha            |                      | Kenneth Bednarek 19"88 | Michael Norman 44"27   | Wycliffe Kinyamal 1'43"91 | Timothy Cheruiyot 3'30"48           |                                     |                        | Rai Benjamin 47.38      |                             |
| 3     | Firenze         | Akani Simbine 10"08  |                        | Anthony Zambrano 44"76 |                           |                                     | Jakob Ingebrigtsen 12'48"45         | Omar McLeod 13"01      |                         | Soufiane el-Bakkali 8'08"54 |
| 4     | Oslo            |                      | Andre De Grasse 20"09  |                        |                           |                                     | Yomif Kejelcha 7'26"25 (3000)       |                        | Karsten Warholm 46"70   |                             |
| 5     | Stoccolma       | Ronnie Baker 10"03   |                        | Kirani James 44"63     | Ferguson Rotich 1'43"84   | Timothy Cheruiyot 3'32"30           |                                     |                        | Alison dos Santos 47"34 |                             |
| 6     | Monaco          | Ronnie Baker 9"91    |                        |                        | Nijel Amos 1'42"91        | Timothy Cheruiyot 3'28"28           |                                     |                        | Karsten Warholm 47"08   | Lamecha Girma 8'07"75       |
| 7     | Gateshead       | Trayvon Bromell 9"98 |                        |                        | Isaiah Harris 1'44"76     |                                     | Mohamed Katir 7'27"64               | Ronald Levy 13"22      |                         |                             |
| 8     | Eugene          | Andre De Grasse 9"74 | Noah Lyles 19"52       |                        | Marco Arop 1'44"51        | Jakob Ingebrigtsen 3'47"24 (miglio) | Joshua Cheptegei 8'09"55 (2 miglia) |                        |                         |                             |
| 9     | Losanna         |                      | Kenneth Bednarek 19"65 |                        | Marco Arop 1'44"50        |                                     | Jakob Ingebrigtsen 7'33"06 (3000)   | Devon Allen 13"07      |                         |                             |
| 10    | Parigi          |                      | Fred Kerley 19"79      |                        | Wycliffe Kinyamal 1'43"94 |                                     |                                     | Hansle Parchment 13"03 |                         | Benjamin Kigen 8'07"12      |
| 11    | Bruxelles       | Fred Kerley 9"94     |                        | Michael Cherry 44"03   |                           | Stewart McSweyn 3'33"20             |                                     |                        | Alison dos Santos 48"23 |                             |
| 12    | Zurigo (finale) | Fred Kerley 9"87     | Kenneth Bednarek 19"70 | Michael Cherry 44"41   | Emmanuel Korir 1'44"56    | Timothy Cheruiyot 3'31"37           | Berihu Aregawi 12'58"65             | Devon Allen 13"06      | Karsten Warholm 47"35   | Benjamin Kigen 8'17"45      |

#### Concorsi
| Concorsi |                 |                            |                             |                          |                         |                      |                      |                          |
| #        | Meeting         | Salto in lungo             | Salto triplo                | Salto in alto            | Salto con l'asta        | Getto del peso       | Lancio del disco     | Lancio del giavellotto   |
| 1        | Gateshead       | Filippo Randazzo 8.11 m    | -                           | -                        | Sam Kendricks 5.74 m    |                      |                      | Marcin Krukowski 81.18 m |
| 2        | Doha            |                            |                             | Il'ja Ivanjuk 2.33 m     |                         | Tomas Walsh 21.63 m  |                      |                          |
| 3        | Firenze         |                            |                             | Il'ja Ivanjuk 2.33 m     |                         | Tomas Walsh 21.47 m  |                      |                          |
| 4        | Oslo            |                            | Yasser Triki 17.24 m        |                          | Armand Duplantis 6.01 m |                      | Daniel Ståhl 68.65 m |                          |
| 5        | Stoccolma       | Tajay Gayle 8.55 m         |                             |                          | Armand Duplantis 6.02 m |                      | Daniel Ståhl 68.64 m |                          |
| 6        | Monaco          | Miltiadīs Tentoglou 8.24 m |                             | Il'ja Ivanjuk 2.32 m     |                         |                      |                      |                          |
| 7        | Gateshead       |                            | Pedro Pichardo 17.50 m      | Donald Thomas 2.25 m     |                         |                      |                      | Johannes Vetter 85.25 m  |
| 8        | Eugene          |                            | Pedro Pichardo 17.63 m      |                          |                         | Ryan Crouser 23.15m  |                      |                          |
| 9        | Losanna         |                            |                             |                          | Chris NIlsen 5.82 m     | Ryan Crouser 22.64m  |                      | Johannes Vetter 86.34 m  |
| 10       | Parigi          |                            | Huges Fabrice Zango 16.97 m |                          | Armand Duplantis 6.01 m |                      |                      | Anderson Peters 84.84 m  |
| 11       | Bruxelles       | Steffin McCarter 7.99 m    |                             |                          | Armand Duplantis 6.05 m |                      | Daniel Ståhl 67.01 m |                          |
| 12       | Zurigo (finale) | Thobias Montler 8.17 m     | Pedro Pichardo 17.70 m      | Gianmarco Tamberi 2.34 m | Armand Duplantis 6.06 m | Ryan Crouser 22.67 m | Daniel Ståhl 66.49 m | Johannes Vetter 89.11 m  |

### Donne

#### Corse
| Corse |                 |                               |                             |                           |                           |                               |                                   |                             |                        |                      |
| #     | Meeting         | 100 m                         | 200 m                       | 400 m                     | 800 m                     | 1 500 m / Miglio              | 3 000 m / 5 000 m                 | 100 m hs                    | 400 m hs               | 3 000 m siepi        |
| 1     | Gateshead       | Dina Asher-Smith 11"35        |                             | Kendall Ellis 51"86       |                           | Laura Muir 4'03"73            |                                   | Cindy Sember 13"28          |                        |                      |
| 2     | Doha            | Shelly-Ann Fraser-Pryce 10"84 |                             |                           | Faith Kipyegon 1'58"26    |                               | Beatrice Chebet 8'27"49 (3000)    |                             |                        | Norah Jeruto 9'00"67 |
| 3     | Firenze         |                               | Dina Asher-Smith 22"06      |                           |                           | Sifan Hassan 3'53"63          |                                   | Jasmine Camacho-Quinn 13"26 | Femke Bol 53"44        |                      |
| 4     | Oslo            | Marie-Josée Ta Lou 10"91      |                             |                           | Kate Grace 1'57"60        |                               | Hellen Obiri 14'26"38             |                             | Femke Bol 53"33        |                      |
| 5     | Stoccolma       |                               | Shericka Jackson 22"10      |                           | Rose Mary Almanza 1'56"28 |                               |                                   |                             | Femke Bol 52"37        | Hyvin Kiyeng 9'04"34 |
| 6     | Monaco          |                               | Shaunae Miller-Uibo 22"23   |                           | Laura Muir 1'56"73        | Faith Kipyegon 3'51"07        |                                   |                             |                        | Hyvin Kiyeng 9'03"82 |
| 7     | Gateshead       |                               | Elaine Thompson-Herah 22"43 | Stephenie McPherson 50"44 |                           |                               |                                   | Cindy Sember 12"69          | Femke Bol 53"24        |                      |
| 8     | Eugene          | Elaine Thompson-Herah 10"54"  | Mujinga Kambundji 22"06"    |                           |                           | Faith Kipyegon 3'53"23        |                                   |                             | Dalilah Muhammad 52"77 | Norah Jeruto 8'53"65 |
| 9     | Losanna         | Shelly-Ann Fraser-Pryce 10"60 |                             | Marileidy Paulino 50"40   |                           | Freweyni Hailu 4'02"24        |                                   |                             | Femke Bol 53"05        |                      |
| 10    | Parigi          | Elaine Thompson-Herah 10"72   |                             | Marileidy Paulino 50"12   |                           |                               | Francine Niyonsaba 8'19"08 (3000) | Danielle Williams 12"50     | Gianna Woodruff 54"44  |                      |
| 11    | Bruxelles       |                               | Christine Mboma 21"84       |                           | Natoya Goule 1'58"02      | Sifan Hassan 4'14"74 (miglio) | Francine Niyonsaba 14'25"34       | Nadine Visser 12"69         |                        |                      |
| 12    | Zurigo (finale) | Elaine Thompson-Herah 10"65   | Christine Mboma 21"78       | Quandera Hayes 49"88      | Keely Hodgkinson 1'57"98  | Faith Kipyegon 3'58"33        | Francine Niyonsaba 14'28"98       | Tobi Amusan 12"42           | Femke Bol 53"80        | Norah Jeruto 9'07"33 |

#### Concorsi
| Concorsi |                 |                             |                           |                           |                          |                       |                         |                           |
| #        | Meeting         | Salto in lungo              | Salto triplo              | Salto in alto             | Salto con l'asta         | Getto del peso        | Lancio del disco        | Lancio del giavellotto    |
| 1        | Gateshead       |                             | Shanieka Ricketts 14.29 m | Kamila Lićwinko 1.91 m    |                          | Auriol Dongmo 18.16 m |                         |                           |
| 2        | Doha            |                             | Yulimar Rojas 15.11 m     |                           | Katie Nageotte 4.84 m    |                       | Yaimé Pérez 61.35 m     |                           |
| 3        | Firenze         | Ivana Španović 6.74 m       |                           |                           | Anželika Sidorova 4.91 m |                       | Sandra Perković 66.90 m |                           |
| 4        | Oslo            | Malaika Mihambo 6.86 m      |                           |                           |                          |                       |                         | Christin Hussong 62.62 m  |
| 5        | Stoccolma       | Ivana Španović 6.74 m       |                           | Jaroslava Mahučich 2.03 m |                          | Valerie Adams 19.26 m |                         |                           |
| 6        | Monaco          |                             | Shanieka Ricketts 14.75 m |                           | Katie Nageotte 4.90 m    |                       |                         | Barbora Špotáková 63.08 m |
| 7        | Gateshead       | Maryna Bech-Romančuk 6.77 m |                           |                           | Sandi Morris 4.76 m      |                       |                         |                           |
| 8        | Eugene          |                             |                           | Iryna Heraščenko 1.98 m   | Katie Nageotte 4.82 m    |                       |                         |                           |
| 9        | Losanna         | Ivana Španović 6.73 m       | Yulimar Rojas 15.11 m     | Marija Lasickene 1.98 m   |                          |                       |                         |                           |
| 10       | Parigi          |                             |                           | Nicola McDermott 1.98 m   |                          |                       | Sandra Perković 65.68 m |                           |
| 11       | Bruxelles       |                             |                           | Jaroslava Mahučich 2.02 m |                          |                       | Yaimé Pérez 63.41 m     |                           |
| 12       | Zurigo (finale) | Ivana Španović 6.96 m       | Yulimar Rojas 15.48 m     | Marija Lasickene 2.05 m   | Anželika Sidorova 5.01 m | Magdalyn Ewen 19.41 m | Valarie Allman 69.20 m  | Christin Hussong 65.26 m  |